# Аллитерационный стих

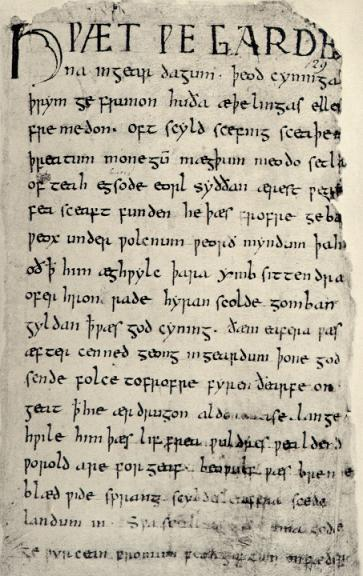
Первая страница «Беовульфа»

Аллитерационный стих — акцентный стих древней германской и кельтской поэзии. Основан на аллитерации: в каждой строке по меньшей мере два слова должны начинаться с одного и того же звука. Аллитерации могут связывать полустишия 4-словного стиха, в кельтской поэзии — целые стихи друг с другом.
Пример:
Вот кубок браги, // вождь бранного веча,

В нём смешана сила // с мощной славой,

Полон он песен, // письмён на пользу,

Разных заклятий // и радостных рун…
(Сага о Вольсунгах, перевод Б. И. Ярхо).
Среди произведений, написанных аллитерационным стихом — древнеанглийский «Беовульф», скандинавская «Старшая Эдда».
В германской поэзии начала второго тысячелетия аллитерационный стих вытесняется рифмованным под влиянием французской метрики. Непрерывно сохраняется скальдическая традиция аллитерационного стиха в исландской поэзии. В кельтской поэзии Высокого Средневековья приёмы аллитерации кодифицированы и получили дополнительное развитие (например, валлийский кинханед); они живы в кельтской поэтической традиции и сейчас.

## Аллитерационное возрождение
Во второй половине XIV века в Англии происходит так называемое «аллитерационное возрождение» (англ. Alliterative Revival), после трёхвекового перерыва появляются выдающиеся образцы аллитерационного стиха: «Видение о Петре Пахаре» (англ. Piers Plowman) Уильяма Лэнгленда, старшего современника Чосера (аллитерация уже в названии), «Сэр Гавейн и Зелёный Рыцарь», «Виннер и Вастор» (англ. Wynnere and Wastoure), «Жизнь и смерть» (Death and Liffe), «Парламент трёх веков» (The Parlement of the Three Ages).

## Современные стилизации
Ряд поэтов XIX—XX вв. (начиная с романтиков) создавали стилизации аллитерационного стиха. Однако ни одна из них не может считаться аллитерационным стихом как таковым, за исключением некоторых произведений Толкина, Одена и Дэй-Льюиса, сознательно реконструировавших эту поэтическую форму.